# Eclytus similis
Eclytus similis là một loài tò vò trong họ Ichneumonidae.